# Горн (Тургау)
Горн (нім. Horn TG) — громада  в Швейцарії в кантоні Тургау, округ Арбон.

## Географія
Громада розташована на відстані близько 165 км на схід від Берна, 45 км на схід від Фрауенфельда.
Горн має площу 1,7 км², з яких на 53,1% дозволяється будівництво (житлове та будівництво доріг), 37,7% використовуються в сільськогосподарських цілях, 7,4% зайнято лісами, 1,7% не є продуктивними (річки, льодовики або гори).

## Демографія
2019 року в громаді мешкало 2901 особа (+11,4% порівняно з 2010 роком), іноземців було 18,3%. Густота населення становила 1677 осіб/км².
За віковим діапазоном населення розподілялося таким чином: 15,5% — особи молодші 20 років, 61,9% — особи у віці 20—64 років, 22,5% — особи у віці 65 років та старші. Було 1412 помешкань (у середньому 2 особи в помешканні).
Із загальної кількості 1148 працюючих 9 було зайнятих в первинному секторі, 293 — в обробній промисловості, 846 — в галузі послуг.